# Refinería de Talara
La Refinería de Talara es un complejo de refinación de petróleo crudo peruano, ubicado en el distrito de Pariñas, provincia de Talara, departamento de Piura. La refinería forma parte de los activos de la empresa estatal Petroperú.
Su origen se sitúa en la primera refinería de crudo de Perú en 1917, con una capacidad inicial de 10,000 barriles por día, por la International Petroleum Company (IPC). Desde el 2014 el complejo de Refinación Talara inició un proceso de renovación, teniendo en proceso de construcción muchas plantas nuevas, con énfasis en unidades de conversión profunda e hidrotrotratamiento de productos refinados.
El nuevo complejo de refinación de petróleo tendrá una capacidad de procesamiento de 90,000 barriles por día. Se espera iniciar operaciones en el 2021, permitiendo a la empresa estatal producir combustibles con concentraciones de azufre inferiores a 10 partes por millón.

## Historia

### Creación privada
La refinería fue creada en 1917, cuando la empresa International Petroleum Company (IPC), con un equipo de profesionales talareños, puso en servicio cuatro alambiques de destilación con una capacidad de procesamiento de 10,000 barriles por día (MBD). En 1926 instaló las cuatro Unidades de Craqueo Térmico y, en 1929, la Planta de Destilación de Lubricantes, ingresando a dicho mercado. En 1938 amplió su oferta con la Planta de Asfaltos y, finalmente, en 1954 inició la operación del Alambique Tubular N° 2 (hoy Unidad de Destilación Primaria), con una capacidad de procesamiento de 45 MBDC de petróleo crudo que, en 1962, se amplió a 62 MBDC.

### Control estatal
Al instaurarse el Gobierno Revolucionario de la Fuerza Armada de orientación nacionalista, el 24 de julio de 1969 se crea la empresa estatal Petróleos del Perú (Petroperú), tomando control de la industria petrolera del país, tras la toma de La Brea y Pariñas el 9 de octubre de 1968 por parte del gobierno, celebrándose esa fecha como Día de la Dignidad Nacional. Recién hasta 1975 se impulsan nuevos proyectos industriales. La refinaría instaló el actual Complejo de Craqueo Catalítico (CCC), conformado por la Unidad de Destilación al Vacío (UDV) con una capacidad de procesamiento de 19.8 MBDC, y una Unidad de Craqueo Catalítico (UCC) con una capacidad de procesamiento de 16.6 MBDC. Luego, se ampliaron a 29 MBDC y 19 MBDC, respectivamente.
Con el retorno del gobierno democrático y civil, la refinería instaló un complejo de petroquímica básica constituido por las plantas de fertilizantes (úrea y amoniaco), negro de humo y solventes (acetona y alcohol isopropilico – IPA).
Posteriormente, entre 1991 y 1992, el complejo petroquímico fue cerrado como parte del proceso de privatización. A pesar de ello, en 1995 entró en operación el actual Muelle de Carga Líquida, para el ingreso y la salida de productos de la refinería a los mercados nacional e internacional. Sin embargo, el proceso de privatización se vio envuelto en una polémica debido a las implicaciones en el envasado de gas natural, lo que condujo a que su conclusión quedara pendiente.
En 2003, instaló la desaladora de crudo, reemplazó el horno y modernizó el sistema de instrumentación. Y en el 2007 puso en servicio dos tanques para almacenamiento de crudo de 137 MB cada uno.

### Expansión y modernización
El 29 de mayo de 2014 Petroperú suscribió un contrato para la ejecución de una parte primordial (Unidades de Procesos) del Megaproyecto del Nuevo Complejo de Refinación Talara con la firma española Técnicas Reunidas por un monto equivalente a USD 2,730 millones.
En ese entonces se tenía planificado complementar el proyecto con la tercerización de Unidades Auxiliares para la producción de Hidrógeno, 
Energía Eléctrica, Agua Tratada de Mar, entre otras importantes instalaciones. Sin embargo, la planificación no se concretó por decisión del entonces Presidente de Directorio Germán Velásquez Salazar. Posteriormente, el proyecto se encareció en aprox. USD 1,000 millones.
Actualmente el Nuevo Complejo de Refinación Talara tiene una inversión comprometida de alrededor de USD 5,000 millones. El 29 de mayo, se inició las obras de la modernización de la refinería.
El costo de la modernización de la refinería se calculaba en el año 2014 en US$3.500 millones, del cual el 78% será financiada por Petroperú y el 22% por la empresa privada. Se espera reducir el contenido de azufre de 1.700 partes por millón (ppm) a 50 (ppm) y el incremento de la refinación de petróleo de 60 mil a 90 mil barriles por días.
En el año 2019, el proyecto con un valor estimado de entre US$ 4,500 a US$ 4,700 millones. Comenzó el proyecto en 2014 y para el año 2019 tenía un avance del 80.7 % del proyecto. para marzo de 2020 le hacía falta financiar 900 millones de dólares para finiquitar la modernización del cual ya tiene aprobado un crédito del gobierno español de 285 millones de dólares. Para enero de 2021 se tenía un avance del 92.88 % del proyecto.
El 12 de abril de 2022 se inauguró nueva refinería de Talara. En 22 de septiembre de 2023 se registró un incendio en la Unidad de Craqueo Catalítico Fluidizado. En diciembre de 2023 inició el funcionamiento pleno de la refinería.

## Certificaciones
En junio de 2004 obtuvo la certificación del código PBIP en las instalaciones portuarias, en septiembre de 2005 logró la certificación del sistema de Gestión Ambiental (ISO-14001), y en diciembre de 2006, el Indecopi acreditó el laboratorio con la Norma ISO/IEC-17025:2006 (ISO 17025), que certifica la calidad de los combustibles. En agosto de 2008 obtuvo la certificación del Sistema de Gestión de la Calidad (ISO 9001) para nuestras instalaciones portuarias. En marzo del 2009 alcanzó la Certificación del Sistema de Gestión de Seguridad y Salud en el Trabajo (OHSAS-18001) y en diciembre de 2011 la certificación del Sistema Integrado de Gestión SIG (ISO 9901, ISO 14001 y OHSAS 18001). Ese año también participó del Premio Nacional a la Calidad, organizado por el Comité de Gestión de la Calidad de la Sociedad Nacional de Industrias (SNI), donde obtuvo la "Medalla Líder Calidad-Categoría Plata". En el 2012 logró la "Medalla Calidad- Categoría Oro" y el "Premio Nacional de la Calidad 2012".